# Doença desmielinizante
Uma doença desmielinizante é qualquer doença do sistema nervoso na qual a bainha de mielina dos neurônios é danificada. Isso prejudica a condução de sinais nos nervos afetados, causando prejuízos na sensação, movimento, cognição e outras funções dependendo dos nervos envolvidos.
As causas propostas para a desmielinização incluem fatores genéticos e ambientais, como ser desencadeada por uma infecção viral ou exposição a produtos químicos.  O envenenamento por organofosforado por inseticidas comerciais, como banho para ovelhas, herbicidas e preparações de tratamento de pulgas para animais de estimação, também pode resultar na desmielinização dos nervos .  A exposição crônica aos neurolépticos pode causar desmielinização.  A deficiência de vitamina B12 também pode resultar em desmielinização.
O termo descreve o efeito da doença, em vez de sua causa; algumas doenças desmielinizantes tem causa genética, algumas são causadas por agentes infecciosos, outras por reações autoimunes e outras por fatores desconhecidos.
Organofosfatos, uma classe de compostos químicos que são o ingrediente ativo de inseticidas comerciais usados por fazendeiros, herbicidas e preparações para tratamento de pulgas em animais de estimação, também desmielinizam nervos.
Neurolépticos também podem causar desmielinização.

## Doenças desmielinizantes do sistema nervoso central
Citam-se como exemplos de doenças desmielinizantes do sistema nervoso central:
- Esclerose múltipla (junto com outras doenças similares chamadas doenças desmielinizantes inflamatórias idiopáticas)
- Mielite transversa
- Doença de Devic
- Leucoencefalopatia multifocal progressiva
- Neurite óptica
- Leucodistrofias
- Síndrome de Van der Knaap

## Doenças desmielinizantes do sistema nervoso periférico
Citam-se como exemplos de doenças desmielinizantes do sistema nervoso periférico:
- Síndrome de Guillain-Barré e polineuropatia desmielinizante inflamatória crônica
- Neuropatia periférica anti-MAG
- Doença de Charcot-Marie-Tooth